# Sanctuary Cliffs
Die Sanctuary Cliffs (englisch für Zufluchtkliffs) sind Felsenkliffs auf Snow Hill Island westlich der antarktischen James-Ross-Insel. Sie ragen am nördlichen Rand des Eisschilds auf, der den zentralen Teil der Insel bedeckt.
Die Entdeckung und erste Vermessung geht auf Teilnehmer der Schwedischen Antarktisexpedition (1901–1903) unter der Leitung Otto Nordenskjölds zurück. Nordenskjöld benannte die Formation nach ihrer geographischen Lage als Mittelnunatak. Vermessungen des Falkland Islands Dependencies Survey (FIDS) im Jahr 1952 ergaben, dass es sich um Kliffs statt um einen Nunatak handelt. Das UK Antarctic Place-Names Committee entschied sich 1957 zu einer grundlegenden Umbenennung. Die Kliffs erhielten einen deskriptiven Namen in Anlehnung an den Umstand, dass sie den Wissenschaftlern des FIDS als Windschutz bei anhaltendem Südwestwind gedient hatten.